# (27952) Atapuerca
(27952) Atapuerca ist ein Hauptgürtelasteroid der Vesta-Familie. Atapuerca wurde 1997 von den Astronomen Ángel López Jiménez und Rafael Pacheco im Astronomischen Observatorium Mallorca entdeckt. Der Asteroid wurde nach der Sierra de Atapuerca, einer Bergkette in der spanischen Provinz Burgos, benannt, in der die ältesten menschlichen Fossile in Europa entdeckt wurden.